# Alexander Schüller
Alexander Schüller (ur. 13 maja 1997 w Lipsku) – niemiecki bobsleista, mistrz olimpijski (2022), trzykrotny drużynowy mistrz świata (2020, 2021).

## Przebieg kariery
Po raz pierwszy w zawodach rangi międzynarodowej startował 13 listopada 2016, zajmując 8. pozycję w konkursie czwórek mężczyzn Pucharu Europy rozegranym w Königssee. 2 grudnia tego samego roku zaś wygrał pierwszy konkurs Pucharu Europy, zwyciężając w konkursie dwójki mężczyzn w Königssee. W 2017 wziął udział w mistrzostwach świata juniorów w Winterbergu, na których zdobył złoty medal w dwójce mężczyzn. W sezonie 2016/2017 miał miejsce też debiut Schüllera na mistrzostwach świata seniorów, wówczas w ramach czempionatu w Königssee uczestniczył w konkurencji dwójki mężczyzn i zajął 23. pozycję.
W 2018 zadebiutował w zawodach Pucharu Świata, zajmując 1. pozycję w konkursie dwójki mężczyzn, który rozegrano w Siguldzie. Na mistrzostwach Europy bobsleista sięgnął po brązowy medal w czwórce mężczyzn. W 2020 roku wywalczył srebrny medal mistrzostw Europy w konkurencji czwórki mężczyzn oraz złoty medal mistrzostw świata także w konkurencji czwórki mężczyzn.
W 2021 roku wywalczył złoty medal mistrzostw Europy w męskiej czwórce, natomiast na mistrzostwach świata  zdobył medale zarówno w konkurencji męskiej dwójki, jak i męskiej czwórki.